# Espace francophone pour la recherche, le développement et l'innovation
L'Espace francophone pour la recherche, le développement et l'innovation, fondé en 2008, est un consortium de recherche et de développement qui œuvre en faveur de la promotion et du renforcement de la coopération Sud-Sud et Nord-Sud dans les domaines de la recherche, du développement durable et de l'innovation par la mise en commun des données et de l'expertise disséminée à travers l'espace francophone.

## Contexte
A l'heure de la mondialisation des connaissances et technologies, des réseaux sociaux, internet offre des opportunités permettant de briser les barrières géographiques, institutionnelles et économiques qui constituent des blocages pour la libre circulation des connaissances et technologies au sein d'une communauté donnée.

## Objectifs
1. Renforcer et promouvoir la coopération Nord-Sud dans les domaines de la recherche, du développement durable et de l'innovation par la mise en commun des données et de l'expertise disséminée à travers l'espace francophone.
2. Optimiser l'usage des fonds consacrées à la recherche et au développement et grâce à l'intégration dans le management de la R&D des technologies d'information et de la communication qui réduiraient considérablement les coûts de collaboration et de communications.
3. Développer des programmes et priorités de recherche conjoints dans l'espace francophone dont les résultats seraient accessibles à tous les pays membres de cet espace.
4. Décloisonner la recherche en créant des coopérations transfrontalières entre programmes pour aborder conjointement les enjeux communs pour une plus large diffusion internationale des résultats de recherche.
5. Élaborer les agendas stratégiques de plan de recherche et développement.
6. Mettre l'accent sur des recherches pertinentes, en traduisant les enjeux de développement en questions scientifiques.
7. Mettre en place de nouvelles infrastructures de recherche dans les années à venir.

## Missions
EFRARD a pour mission première la promotion du potentiel francophone de recherche et développement par la mise en visibilité des ressources (programmatiques, humaines, infrastructurelles, fonctionnelles et institutionnelles).  Renforcer la coopération internationale par la coopération Sud-Sud et Nord-Sud des chercheurs francophones pour le développement durable et le progrès socio-économique. Il s’agit d'identifier, comprendre et analyser les  priorités de recherche, les programmes de recherche et d'innovation dans les pays francophones plus particulièrement dans les pays en voie de développement afin d'améliorer la coopération scientifique et technologique dans l’espace francophone. Proposer des réflexions concernant la compréhension des modèles d’organisation et de gouvernance de la recherche et développement. Définir des stratégies d'appui à la réforme et la modernisation des systèmes nationaux de recherche et d'innovation datant pour la majorité de la période postcoloniale.

## Institutions partenaires

### Institutions fondatrices
- Université Paris VIII
- Laboratoire Paragraphe
- Equipe "Cybermédia, Interactions, Transdisciplinarité et Ubiquité" (CITU)

## Organisation

### Conférence
Le Grand Forum francophone pour la recherche et l'innovation  est un événement réservé aux conférences EFRARD. Le cycle de conférence 2009 consacré au thème « Quels sont les enjeux et modalités du  renforcement des coopérations entre les acteurs R&DI dans l'espace francophone pour le développement durable et le changement social ? ». conférence à ampleur internationale, qui rassemblera plus de 300 spécialistes des institutions publiques, privées et gouvernementales engagées en recherche et développement et l'innovation, est destinée à livrer le résultat des recherches actuelles dans plus d’une vingtaine thématiques, en rapport avec la nécessité d'une nouvelle approche de coopération entre états membres de la francophonie dans le domaine de la recherche, du développement et de l'innovation. Les retombées sont nombreuses et de divers ordres.